# Justo Tejada
Justo Tejada Martínez (ur. 6 stycznia 1933 w Barcelonie, zm. 31 stycznia 2021) – hiszpański piłkarz, grający na pozycji napastnika.

## Kariera klubowa
Justo Tejada rozpoczął swoją karierę w 1948 w klubie CE Europa, gdzie spędził dwa lata. W latach 1950–1952 grał dla amatorskiej drużyny FC Barcelona, a w 1953 podpisał kontrakt z profesjonalną drużyną Barcy. Był bardzo szybki, dobrze wyszkolony technicznie, przez co znalazł sobie pewne miejsce w podstawowym składzie Barcelony. Rozegrał dla Blau Grana 245 meczów, strzelając 126 bramek. Zdobył z nią dwa tytuły mistrzowskie, dwa Puchary Króla, a także dwa razy triumfował w Pucharze Miast Targowych – w 1958 (zdobył w pierwszym meczu finałowym z London XI jedną z bramek), i w 1960 roku. W roku 1961 zdecydował się na przejście do odwiecznego rywala – Realu Madryt, z którym dwukrotnie zdobył tytuł Mistrza Hiszpanii. Na koniec swojej kariery przeniósł się do Espanyolu Barcelona, gdzie w 1965 skończył swoją przygodą z piłką.

## Kariera reprezentacyjna
W reprezentacji Hiszpanii Tejada zadebiutował 13 kwietnia 1958 roku w meczu z reprezentacją Portugalii. Zagrał w ośmiu spotkaniach, zdobywając cztery bramki. Zdobył je w jednym meczu 15 października 1958 roku przeciwko Irlandii Północnej (6-2). 2 kwietnia 1961 roku zagrał swój ostatni mecz w reprezentacji Hiszpanii z Francją.

## Sukcesy piłkarskie
Z FC Barceloną:
- Primera División 1959, 1960
- Puchar Króla 1957, 1959
- Puchar Miast Targowych 1958, 1960
- Pequeña Copa del Mundo 1957

Z Realem Madryt
- Primera División 1962, 1963